# Капетан Острошца Беширевић — Остроч-капетан
Беширевић-капетан од Острошца (?-Август 1806) био је један од турских заповедника у боју на Мишару. После боја и турског пораза, покушао је да са Хаџи-Мостом пребегне из опкољеног Шапца у Босну, преко аустријске територије. Међутим Срби су за њим кренули у потеру предвођени Цинцар Марком и Лазарем Мутапом и посекли их код Босута.